# Joshua A. Norton
Joshua Abraham Norton (Londra, 17 gennaio 1819 – San Francisco, 8 gennaio 1880) è stato un imprenditore inglese naturalizzato statunitense, autoproclamatosi, con il nome di Norton I, imperatore degli Stati Uniti d'America e protettore del Messico.

## Biografia
Nato a Londra nel 1819, da John Norton (1794–1848) e Sarah Norden (1796–1846), dopo aver trascorso infanzia e giovinezza in Sudafrica, a trent'anni emigra negli Stati Uniti, a San Francisco, cercando la sua strada negli affari. Appena sbarcato in California dispone di una discreta cifra donatagli dal padre, 40.000 dollari, che riesce a far fruttare fino al 1853, quando incappa in un investimento sbagliato.

Quell'anno la Cina aveva bloccato le esportazioni di riso a causa di una carestia, con l'effetto che il prezzo del riso si era decuplicato. Così quando Norton apprende che nel porto di San Francisco sta per approdare una nave di ritorno dal Perù carica di riso, decide seduta stante di acquistare l'intero carico. Ma subito dopo aver firmato il contratto, molte altre navi cargo tornano dal Perù con partite di riso, e il prezzo torna immediatamente al livello precedente. Joshua è rovinato, ma non si dà per vinto: intraprende una causa legale che andrà avanti fino al 1857 per rendere nullo il contratto, portando come giustificazione il fatto che la qualità del riso non era quella pattuita e che quindi il venditore lo avrebbe ingannato. Ma la corte gli dà torto. Ormai senza più un soldo, Joshua si allontana da San Francisco per una sorta di esilio volontario. Farà ritorno in città nel 1859, in evidente stato di confusione mentale. Persi i suoi averi, quello che un tempo era stato un rampante imprenditore entra ora a far parte della schiera dei poveri e dei disadattati che affollano le strade della città. Ma nel suo breve esilio Joshua ha maturato, anche a causa della sua vicenda personale, una visione precisa sull'inadeguatezza del sistema giudiziario statunitense e sull'ingiustizia degli organi politici del suo paese. Così, presa carta e penna, scrive ai giornali cittadini una risoluzione in cui si proclama Imperatore degli Stati Uniti. È il 17 settembre 1859, e la lettera recita così:
«A perentoria richiesta e desiderio di una larga maggioranza di questi Stati Uniti, io, Joshua Norton, un tempo cittadino di Algoa Bay, Capo di Buona Speranza, e oggi e per gli ultimi scorsi 9 anni e 10 mesi cittadino di San Francisco, California, dichiaro e proclamo me stesso Imperatore di questi Stati Uniti; e in virtù dell'autorità in tal modo acquisita, con la presente ordino ai rappresentanti dei diversi Stati dell'unione di riunirsi in assemblea presso il Music Hall di questa città, in data primo Febbraio prossimo venturo, e lì procedere alla modifica delle leggi esistenti dell'Unione al fine di correggere i mali sotto i quali questa nazione si trova ad operare, e in tal modo ripristinare la fiducia, sia in patria che all'estero, nell'esistenza della nostra stabilità e integrità.

Norton I, imperatore degli Stati Uniti»
Ovviamente il proclama viene in larga parte ignorato, ma non dal San Francisco Bullettin, il cui direttore decide di pubblicarlo con intento satirico. L'effetto che produce, tuttavia, va ben al di là delle sue previsioni. La gente comincia a rivolgersi a Norton, che sta spesso per le strade della città dispensando ai passanti i suoi proclami e i suoi consigli, con il titolo imperiale che gli spetta. Ben presto Joshua diventa per tutti l'Imperatore Norton. Joshua si procura un uniforme blu con delle decorazioni dorate e porta a mo' di sciabola un bastone con il quale si aiuta a camminare. Ora la sua figura è riconoscibile a tutti e il novello imperatore si tuffa con entusiasmo nelle sue funzioni di governante: comincia un'autonoma attività di ispezione dei cantieri navali, delle condizioni di lavoro e delle strutture pubbliche e prosegue con i suoi proclami dichiarandosi anche Protettore del Messico ed il 12 ottobre 1859 "ordina" al Congresso di sciogliersi. Joshua comincia persino a stampare delle note di credito, generalmente da 50 centesimi, ma anche da 5 e 10 dollari, che presenta ai negozi come forme di pagamento e che questi accettano di buon grado. Insomma, la cittadinanza di San Francisco asseconda le sue eccentricità, e così “sua eccellenza” per il resto della sua vita non pagò mai i mezzi pubblici e fu spesso ospitato gratis da molti dei principali ristoranti della città. Chi ha avuto modo di conoscerlo, tuttavia, non lo descrive come un pazzo o una persona inferma di mente, ma come un uomo colto, davvero convinto del proprio ruolo di imperatore. Tra questi c'è Mark Twain, che abitava vicino alla pensione dove risiedeva Norton, e spesso prendeva le sue parti.
Dopo la morte dell'imperatore, Twain modellerà il personaggio del Re ne Le avventure di Huckleberry Finn proprio su di lui. Ma anche Robert Louis Stevenson e Herbert Asbury lo citeranno nelle loro opere letterarie. Intanto l'attività "legislativa" di Norton I prosegue negli anni con rinnovata passione. Tra i proclami più noti c'è quello del 1859 con cui ordina di sciogliere il Congresso, a causa delle seguenti motivazioni: «Ci è evidente che si abusa del suffragio universale; che la frode e la corruzione impediscono l'espressione giusta e corretta della pubblica opinione; che si verifica costantemente un'aperta violazione delle leggi a causa di folle, partiti, fazioni e dell'indebita influenza politica delle sette […]». Ovviamente l'ordine non sortisce alcun effetto, e per questo Norton ordina successivamente all'esercito di intervenire. Nel 1860 prosegue la sua opera di demolizione di un sistema ormai corrotto, e per tanto dichiara sciolta la Repubblica in favore della monarchia assoluta (la sua). Nel 1862 licenzia Abraham Lincoln, e nel 1868 ordina l'arresto del suo successore Andrew Johnson, condannandolo a pulire gli stivali dell'imperatore. Nel 1869 ordina lo scioglimento del Partito Repubblicano e di quello Democratico. Oggi i suoi proclami – quelli ritenuti autentici, perché si verificarono alcuni casi di falsificazione – sono custoditi presso il Museo cittadino di San Francisco.
Nel 1867 l'imperatore Norton è protagonista di una disavventura che dà la misura della popolarità e benevolenza che aveva maturato presso la sua città. Un agente di polizia di nome Armand Barbier decide di arrestarlo affinché venga sottoposto a un trattamento sanitario obbligatorio per presunti disturbi mentali. L'arresto scatena lo sdegno della cittadinanza e una serie di articoli e lettere sui principali quotidiani di san Francisco, finché il capo della polizia Patrick Crowley non decide di scarcerarlo e di presentare delle pubbliche scuse per il comportamento della polizia. Norton si dimostra magnanimo, e perdona pubblicamente il giovane agente che lo aveva arrestato. In fondo non sapeva con chi aveva a che fare. Da quel momento in poi tutti i poliziotti di San Francisco cominciarono a fare il saluto all'imperatore ogni volta che lo incontravano per la strada. La popolarità di Norton era tale che, verso la fine della sua vita, fu oggetto di leggende vere e proprie che lo volevano parente dell'imperatore Luigi Napoleone Bonaparte, prossimo sposo della regina Vittoria del Regno Unito – peraltro già maritata – e ci fu persino chi affermava che in realtà l'imperatore era immensamente ricco, ma viveva da povero a causa della sua avarizia.
Più volte Norton si pronunciò per la costruzione di un ponte che collegasse la baia ed oggi il Golden Gate è uno dei simboli di San Francisco. La sua figura era veramente in grado di esercitare un ascendente sulla popolazione, almeno quella di San Francisco. Eclatante fu il caso di una manifestazione anti-cinese – se ne verificavano molte negli anni sessanta e settanta dell'Ottocento a San Francisco – che stava per sfociare nella violenza; l'intervento di Norton, che si interpose fisicamente tra le fazioni, riuscì a smorzare gli animi. Nel 1880 ai suoi funerali si radunò una folla di oltre 30.000 persone, su una popolazione che allora non superava le 230.000 unità. Le spese per il funerale furono coperte dalla città di San Francisco. Le sue spoglie mortali, seppellite nel cimitero massone, furono riesumate nel 1934 e traslate nel Woodlawn Cemetery di Colma, dove si trovano tuttora. A segnare la sua tomba è stata posta una grande pietra dove è stato scolpito il suo nome: "Norton I, Imperatore degli Stati Uniti e Protettore del Messico".

## Riferimenti nella cultura di massa
- La sua figura ha fornito ispirazione a molti letterati: a lui è ispirato il personaggio del "Re" ne Le avventure di Huckleberry Finn di Mark Twain.[2]
- Al personaggio di Norton è ispirato un episodio del fumetto Sandman.
- Il titolare personaggio de L'imperatore Smith, dell'albo di Lucky Luke, è ispirato alla figura di Norton.
- La figura è inoltre celebrata nel numero 3074 di Topolino nella storia Topolino e il dollaro dell'imperatore di Francesco Artibani e Alessandro Perina.
- Christopher Moore inserisce tra i personaggi principali della trilogia dei Vampiri un senzatetto conosciuto come l'"Imperatore di San Francisco", rispettato e benvoluto dalla maggior parte degli abitanti della città.